# ام‌بی‌سی تی‌وی
ام‌بی‌سی تی‌وی یک شبکه تلویزیونی ماهواره‌ای در کره جنوبی است که در ۸ اوت ۱۹۶۹ راه‌اندازی شده و متعلق به بنگاه پخش مونهوا است.